# أحمد محمد علي كيسمايو
أحمد محمد علي (كيسمايو) (بالصومالية: Axmed Maxamed Cali (Axmed Kismaayo))‏ (1966 - 2017) صحفي صومالي عمل في القسم الصومالي بهيئة الإذاعة البريطانية بين عامي 1997 و2012، ثم عُين مديرا لهيئة الإذاعة والتلفزيون في بونتلاند فور تأسيسها عام 2013 وشغل المنصب حتى عام 2014، وخلفه في المنصب عبد الفتاح نور أشكر توفي في حيدر آباد في الهند عام 2017.

## النشأة
ولد أحمد محمد علي في مدينة كيسمايو عام 1964، وأكمل تعليمه الأساسي والثانوي في العاصمة الصومالية مقديشو، حصل على البكالوريوس في الصحافة من الجامعة الوطنية الصومالية عام 1990، وأتقن اللغات العربية والصومالية والإنجليزية.

## حياته المهنية
بعد حصوله على دبلوم الصحافة، بدأ العمل في إذاعة مقديشو عام 1987 وظل يعمل فيها حتى انهيار حكومة محمد سياد بري واندلاع الحرب الأهلية الصومالية عام 1991، ونزح مع عائلته إلى كيسمايو، ثم انتقل منها إلى مومباسا في كينيا حيث عاش 4 سنوات، عاد بعدها إلى الصومال ليشارك في إنشاء مجلة رياق (بالصومالية: Riyaaq)‏ برفقة أكاديميين من ضمنهم سعيد حسين عيد، وشغل منصب محرر المجلة في عام 1998 بدأ العمل في القسم الصومالي بهيئة الإذاعة البريطانية، وعمل فيها حتى عام 2012، في عام 2013 وفور تأسيس هيئة الإذاعة والتلفزيون في بونتلاند الحكومية عُيّن مديرا للهيئة، وشغل المنصب حتى عام 2014، في نفس العام عُين رئيسا لمفوضية الانتخابات في ولاية بونتلاند حتى استقال منها لأسباب صحية عام 2017.
إلى جانب عمله في الصحافة عمل أحمد كيسمايو مدرسا في المدارس الثانوية في مدينة جروي بين عامي 1995 و1997 كما درس العلوم الشرعية في مساجد المدينة.

## مؤلفاته
- ملاذ الإنقاذ (بالصومالية: HOYGII SAMATABIXINTA)‏ 2011[7][12]
- تمرين الصحفي (بالصومالية: Layliga suxufiga)‏ 2017[13][14]

## وفاته
توفي أحمد كيسمايو في 9 أغسطس 2017 بعد صراع مع المرض في مدينة حيدر آباد في الهند حيث كان يتلقى العلاج، وبعث رئيس ولاية بونتلاند عبد الولي محمد علي غاس برقية عزاء في وفاة الصحفي.

## روابط خارجية
- سيرة الصحفي أحمد محمد علي كيسمايو
- خطاب أحمد كيسمايو في مناسبة تسليمه منصب مدير هيئة الإذاعة والتلفزيون في بونتلاند
- تعزية الصحفيين الصوماليين في وفاة أحمد كيسمايو